# سن-الزئار (شودییر-آپالاش)
سن-الزئار، شودییر-آپالاش (به فرانسوی: Saint-Elzéar) شهری در منطقه شهری لا نوول-بوس ناحیه شودییر-آپالاش در استان کبک کانادا است. در سرشماری سال ۲۰۱۱ این شهر ۱٬۹۱۰ نفر جمعیت داشته‌است و مساحت آن ۸۵٫۱۲ کیلومتر مربع است.